# Saint-Pompont
Saint-Pompont település Franciaországban, Dordogne megyében. Lakosainak száma 363 fő (2022. január 1.). Saint-Pompont Daglan, Besse, Campagnac-lès-Quercy, Doissat és Saint-Laurent-la-Vallée községekkel határos.

## Népesség
A település népessége az elmúlt években az alábbi módon változott:
| Lakosok száma | 516  | 521  | 452  | 426  | 431  | 417  | 372  | 352  | 343  | 363  |
|               | 1968 | 1982 | 1990 | 2006 | 2013 | 2015 | 2017 | 2019 | 2020 | 2022 |